# Cartington Castle
Cartington Castle er ruinerne af en middelalderborg i landsbyen Cartington, omkring 3 km nordvest for Rothbury i Northumberland, England. Den er anlagt med udsigt til floden Coquet.
Den første dokumenterede ejer af borgen var Ralph Fitzmain havde den i 1154. I slutningen af 1300-tallet blev der opført et pele tower. Den blev udvidet med en storsal og sandsynligvis en borggård, da John Cartington fik licens til krenelering i 1442.
Under den engelske borgerkrig blev den brugt af kavalererne. Sir Edward Widdrington rejste 2000 fodsoldater og 200 heste, og formåede holde borgen i et stykke tid i 1648, da rundhovederne belejrede den, men den blev til sidst indtaget og ødelagt.
Det er et Scheduled Ancient Monument og Listed building af første grad.